# Alfred et Plantagenet
Pour les articles homonymes, voir Alfred et Plantagenet.
Le Canton d'Alfred et Plantagenet est une municipalité canadienne de l'Ontario. Elle est située dans les Comtés unis de Prescott et Russell, dans l'Est ontarien. La population est majoritairement francophone.

## Géographie
Le canton est arrosé au nord par la rivière des Outaouais, de même que par son affluent, la rivière Nation. La municipalité est bornée à l'ouest par Clarence-Rockland, au sud par La Nation et à l'est par Champlain. Elle est située entre Ottawa et Montréal.

## Urbanisme
Le canton comprend les sept villages suivants : 
- Alfred
  - Alfred Station
  - Blue Corners
  - Centrefield
  - Coin Gratton
- Curran
  - Glenburn
  - Jessups Falls
- Lefaivre
  - Pendleton
- Plantagenet
  - Plantagenet Station
  - Rockdale
  - Senecal
  - The Rollway
- Pendleton
- Treadwell
- Wendover
  - Westminster

Les bureaux municipaux comptent l’Hôtel de ville à Plantagenet, où on retrouve les départements d’administration, taxes et travaux publics; les départements de construction, urbanisme et application des règlements sont situés au bureau d’Alfred. Trois casernes de pompiers sont en opération; elles sont situées à Alfred, à Lefaivre et à Plantagenet. Des ressources culturelles et de loisirs sont disponibles grâce à six centres communautaires et parcs ainsi que cinq bibliothèques. Sur proposition d'Hydro 2000, la municipalité installe en 2013 des ampoules à diode électroluminescente pour l'éclairage des rues, estimant l'économie à 450 000 dollars sur une période de quinze ans.

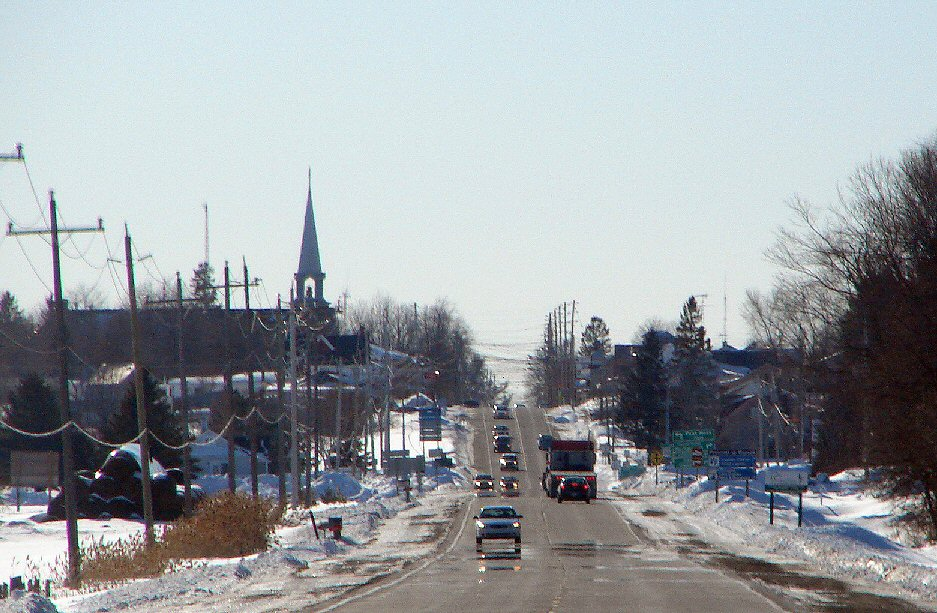
Vue d'Alfred.
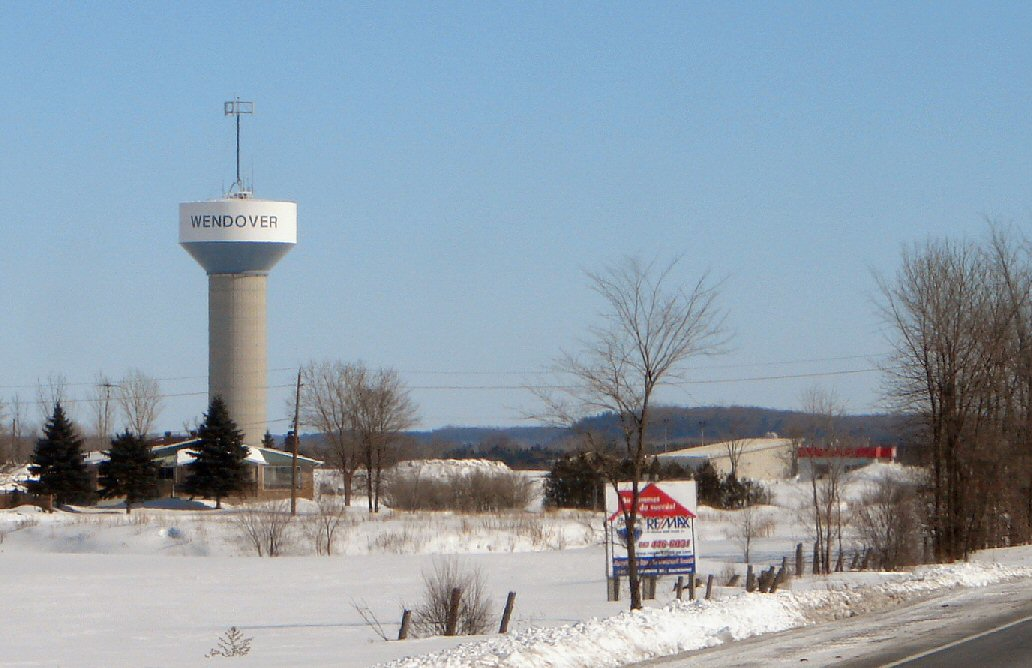
Vue de Wendover.

## Histoire
En août 1801, un brevet, ou concession de terre, a été accordé à John McKindlay pour une exploitation dans la région. D'abord appelée Bradyville, la localité prend le nom d'Alfred en l'honneur d'un des fils du roi George III du Royaume-Uni en 1842. L'histoire raconte que McKindlay avait acheté une partie des propriétés riveraines de la région qui avaient été données aux loyalistes en remerciement, du gouvernement anglais, pour leur soutien pendant la guerre coloniale contre les 13 anciennes colonies britanniques, qui devinrent plus tard les États-Unis. Ces loyalistes, qui n'étaient plus les bienvenus aux États-Unis nouvellement créés, ont émigré au nord du Canada et certains d'entre eux se sont installés pendant un certain temps dans la région qui est devenue plus tard Alfred. 
Le brevet foncier de John McKindlay portait sur des propriétés situées sur les concessions arrière de la région. D'autres colons ont migré dans la région, dont de nombreuses familles du Québec à la recherche de terres. D'autres familles canadiennes-françaises s'installent dans la région, également à la recherche de terres pour l'agriculture ou pour créer leurs propres petites entreprises. En 1871, la Paroisse Saint-Victor naquit dans le canton d’Alfred. En 1952, le bourg obtient le statut de village. Alfred est la capitale canadienne de la patate frite. 
Le nom Plantagenet vient de la maison royale des Plantagenêt en France. La localité de Plantagenet est ainsi nommée en l'honneur de la dynastie angevine des Plantagenêt qui hérita au Moyen Âge successivement de la Normandie, de l'Angleterre et de l'Aquitaine. En 1997, Plantagenet constitua avec le village voisin d'Alfred un canton municipal pour se nommer Alfred-Plantagenet. 
Plantagenet est la capitale de la bine du Canada. Depuis 2011, La Binerie Plantagenet organise un festival qui célèbre cette réputation. 

## Démographie
Selon le recensement canadien de 2011, la population totale d'Alfred et Plantagenet est de 9 196 habitants pour une densité de population de 23,4 habitants par km2. La croissance démographique est de 6,3 % entre 2006 et 2011, soit un taux comparable à celui des cantons unis de Prescott et Russell au cours de la même période. Alfred et Plantagenet est une municipalité francophone de l'Est de l'Ontario où plus de 77 % des habitants ont le français comme langue maternelle (en 2006).
| 2001  | 2006  | 2011  | 2016  |
| ----- | ----- | ----- | ----- |
| 8 593 | 8 654 | 9 196 | 9 680 |

## Politique
Avant la fusion de plusieurs municipalités du secteur en 1997, la municipalité d'Alfred et Plantagenet était composée de plusieurs villages distincts dont Alfred et Plantagenet. Ces deux entités ont donné leur nom à la nouvelle municipalité. Les anciennes municipalités sont désignées en quartiers, soit :
- Quartier 1: ancien Canton d’Alfred
- Quartier 2: ancien Canton de Plantagenet Nord
- Quartier 3: ancien village d’Alfred
- Quartier 4: ancien village de Plantagenet

Le conseil intérimaire pour la période du 1er janvier au 30 novembre 1997 est composé des vingt (20) membres élus des quatre anciennes municipalités. Lors des élections municipales du 10 novembre 1997, la composition du conseil est réduite à sept membres, soit le maire et six conseillers dont deux représentant le quartier 1, deux le quartier 2, un élu pour le quartier 3 et un au quartier 4.

## Économie
L'économie locale compte quelque 300 entreprises industrielles et commerciales, 200 exploitations agricoles et une centaine d'entreprises dans d'autres secteurs d'activité économique. L'entreprise de distribution électrique Hydro 2000 dessert les secteurs d'Alfred et de Plantagenet.

## Société

### Personnalités
- Benoît Pouliot, ancien joueur de hockey professionnel ayant évolué avec les Oilers d'Edmonton

## Wendover
À Wendover, se tient en février le tournoi de pêche sur glace sur les rivières des Outaouais et Nation. On y pêche le brochet, la perchaude, le doré et la marigane. Le festival western de Wendover a lieu chaque été en juillet depuis 1984.